# 휴천동
휴천동(休川洞)은 대한민국 경상북도 영주시의 동이다.

## 개요
휴천이라는 명칭은 마을 앞으로 서천의 물이 자주 말라 붙어 물이 흐르지 않는 때가 많아 내가 쉬어 흐른다는 뜻에서 휴천이라 부르게 되었다.

## 법정동
- 휴천동
- 가흥동 (2동)
- 조암동 (2, 3동)
- 적서동 (3동)

## 교육
- 영주동부초등학교
- 영주남부초등학교
- 영주중학교
- 대영중학교
- 선영여자고등학교
- 대영고등학교
- 경북전문대학교